# هاري أوزبورن
هاري أوزبورن (28 نوفمبر 1875 - 21 يونيو 1959)، وهو طبيب بريطاني ممارس في الطب وباحثاً في مجال الطوابع، وقد كتب العديد من الأعمال المهمة عن الطوابع البريطانية الكلاسيكية ووقع على قائمة هواة طوابع البريد المتميزين في عام 1954.
فاز أوزبورن بميدالية كروفورد من الجمعية الملكية لهواة جمع الطوابع بلندن عن عملهِ على طابع بريطانيا العظمى ذي البنسين، اللوحة 9.
وقد فاز بجائزة الشرف الذهبية عن طوابع بريطانيا العظمى في معرض لندن الدولي للطوابع عام 1950، كما كان جامعاً لطوابع سيلان ونيو ساوث ويلز.

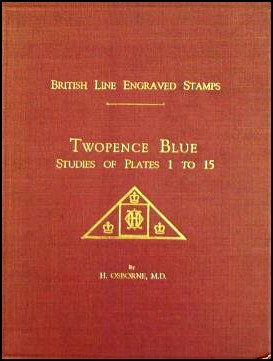
الطوابع البريطانية المنقوشة بالخطوط البريطانية، خط الطابع البريطاني الأزرق ذو البنسين - دراسات عن اللوحات من 1 إلى 15 بقلم هاري أوزبورن

## مؤلفاته
- The Ray Flaws of Plates 1 and 2 of the Penny Black, 1935.
- Great Britain Twopence Plate Nine - A Study of the Plate and its Repairs, Chas. Nissen & Co., London, 1939.
- British Line Engraved Stamps, Twopence Blue - Studies of Plates 1 to 15, H.F. Johnson, London 1948.
- British Line Engraved Stamps - Repaired Impressions, H.F. Johnson, London, 1949.